# Плот (песня)
«Плот» — песня советского и российского рок-музыканта Юрия Лозы, самое популярное его произведение.

## История создания
Юрий Лоза написал и спел песню «Плот» в 1982 году, когда работал в группе Бари Алибасова «Интеграл». Лоза предложил Алибасову включить песню в репертуар группы, но Алибасова она не впечатлила.
Позднее композиция вошла в репертуар группы «Зодчие», где её исполнял сам Юрий.
Песня получила известность только в 1988 году, в период сольной карьеры Юрия, который включил её в альбом «Что сказано, то сказано», записанный на студии Александра Кальянова. «Плот» моментально снискал успех у публики, став «визитной карточкой» музыканта, несмотря на то, что по мелодике и интонации выбивался из остального творчества Лозы.
Композиция была дважды исполнена автором на фестивале «Песня года». Первый раз на фестивале «Песня-90», в аранжировке с альбома «Что сказано, то сказано», второй раз в 1999 году, в более поздней обработке, выполненной в первой половине 1990-х для сборника песен Юрия «Для души». На сегодняшний день, «Плот» звучит на радиостанциях преимущественно в последнем варианте.

## Современная популярность
Песня «Плот» не теряет популярности. В 2007 году Алексей Балабанов по соглашению с автором включил её в саундтрек своего фильма «Груз 200». Песня является лейтмотивом фильма, оттеняя, по контрасту, самые мрачные его эпизоды. Сам Юрий Лоза негативно отнёсся к фильму, приняв участие в его обсуждении на программе «Закрытый показ».
В результате проведённого в 2015 году журналом «Русский репортёр» социологического исследования, текст «Плота» занял 44-е место в хит-параде самых популярных в России стихотворных строк, включающем, в числе прочего, русскую и мировую классику. «Плот» лишь немногим уступил гимну СССР, текст которого занял 39-е место в этом рейтинге.

## Варианты на других языках
Песня переведена на десять языков (хотя большинство переводов содержат вольный лирический текст, в котором плот не упоминается), первый спел Ивица Шерфези, его вариант назывался (в обратном переводе) «Страна прекрасных роз». В 2015 году песню на английском языке перепела американская фолк-рок группа из Лос-Анджелеса «The Wicked Saints». В этот раз участники группы предварительно связались с Юрием Лозой, и тот предложил им привести сочинённый ими вариант в соответствие с авторским подстрочником. В написании английского текста вместе с Юрием участвовал его сын Олег. Переписка Юрия Лозы и The Wicked Saints по поводу песни продолжалась около года. Идею спеть эту песню солисту The Wicked Saints Полу МакКарти подала певица, поэт и писатель-фантаст Марина Гутман, родившаяся в Молдавии, которой эта песня была знакома с детства. После записи Free с Wicked Saints Пол вышел из этой группы. Они с Мариной образовали группу Non-Duo (с англ. — «Не дуэт»), в репертуар которой также вошла песня Лозы.